# Нафанаил (инок Корнилиева монастыря)
Нафанаил (XVI век) — инок Корнилиево-Комельского монастыря, автор жития Корнилия Комельского. Имя Нафанаила известно из приписки к житию преподобного Корнилия, сохранившейся в рукописи, хранящейся в РГБ:

В лето 7097 мая в 22 при державе государя, благовернаго царя и великаго князя Феодора Ивановича, всея России самодержца, в лето шестое царства его, и при святейшем патриархе Иеве по благословению отца нашего игумена Лаврентия написано бысть житие преподобнаго во обители пречистыя Богородица Корнилиева монастыря рукою многогрешнаго и последняго во иноцех Нафанаила Корнильевскаго

Нафанаил был современником преподобного Корнилия и целью написания его жития поставил «писанию предати яже видехом и слышахом от уст святаго старца». Житие было написано в 1589 году и в 1600 году было представлено на церковный собор вместе с текстом службы преподобному Корнилию. После рассмотрения текстов патриархом Иовом и царём Борисом Годуновым был издан указ о совершении памяти Корнилию по всему Русскому государству (до этого указа Корнилий был местночтимым святым Вологодского уезда).